# Университет Аристотеля в Салониках
Университе́т и́мени Аристо́теля в Салони́ках (греч. Αριστοτέλειο Πανεπιστήμιο Θεσσαλονίκης, часто называемый просто Аристо́телевский университе́т) — самое крупное академическое учреждение как в самой Греции, так и вообще на Балканах, действующее в Салониках. Основан в 1925 году по рекомендации тогдашнего премьер-министра Александроса Папанастасиу во время Второй Греческой республики; первоначально назывался Фессалоникский университет. Переименован в 1954 году.
Университет носит имя философа Аристотеля, а эмблема университета изображает св. Димитрия Солунского, который является покровителем города Салоники.
Университет насчитывает около 12 факультетов. Большинство факультетов находится на территории университетского городка (кампуса), расположенного в центральной части города. Его территория составляет около 230 тыс. м². Другие факультеты и лаборатории размещены как в черте города, так и за его пределами.
В настоящее время в нём обучается 95 тыс. студентов, в том числе 86 тыс. в бакалавриате, 9 тыс. получает последипломное образование. Кроме того, преподавательский и научно-исследовательский состав насчитывает 2248 человек, включая 716 профессоров, 506 адъюнкт-профессоров, 576 доцентов, и 450 лекторов.
Основным языком обучения является новогреческий, в то же самое время в университете действует немало отделений для иностранных студентов, на которых преподавание осуществляется на английском, французском и немецком языках.

## История вуза

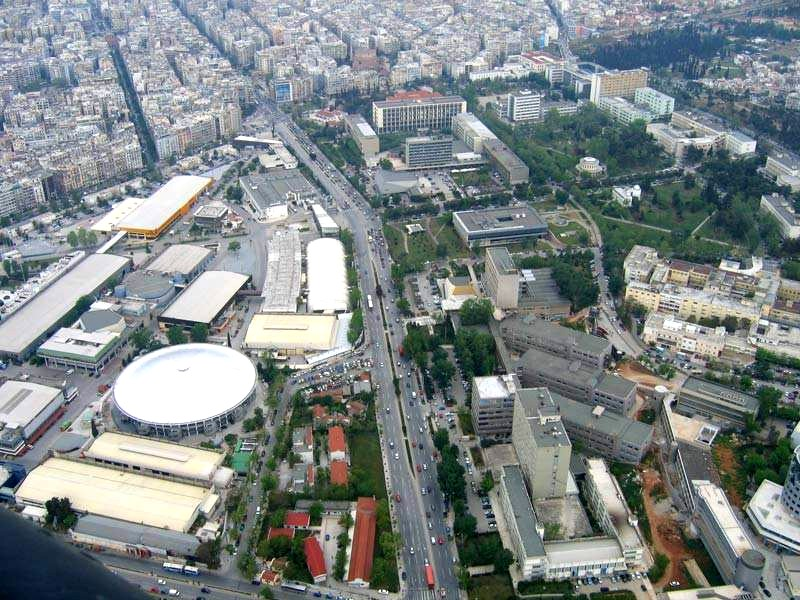
Аэрофотоснимок: Центральная часть города Салоники. Справа кампус

Как уже было сказано выше, Университет Аристотеля в Салониках был основан в 1925 году во время премьерства Александроса Папанастасиу. Это был второй из греческих университетов в то время, после Афинского университета, и его создание было законодательно закреплено Законом № 3341/14-6-25.
По словам Элефтериоса Венизелоса, сразу после окончания Первой мировой войны, согласно планам тогдашнего правительства, второй университет должен был быть построен в Смирне, а место третьему университету отводилось в Салониках. Однако, Смирна не было частью Греции в это время и эти планы окончательно провалились после итогов Второй греко-турецкой войны (1919—1922) в Малой Азии. Тем не менее, в 1924 году Александрос Папанастасиу решил основать университет в Северной Греции, чтобы повысить местную экономику и культуру.
В хронологическом развитии университета, который был переименован, как было уже сказано выше, в Университет Аристотеля в Салониках в 1954 году, можно выделить три этапа, каждый из которых охватывает период примерно в двадцать пять лет.
На первом этапе своего развития (1926—1950) упор был сделан на тех основных школах, которые были в целом приняты в качестве составляющих одного учебного института, а именно: факультет философии, факультет физики и математики, факультет права и экономики, факультета богословия и медицинского факультета (тогда последние два имели статус школы). В конце первого этапа развития, в 1950 году был основан факультет ветеринарной медицины, который был тогда единственным факультетом ветеринарной медицины в Греции и оставался таковым в течение многих лет. После этого периода, некоторые из вышеупомянутых факультетов были расширены за счёт интеграции других кафедр и факультетов, например, департаменты фармацевтики и стоматологии, которые были основаны в 1955 и 1959 годах, соответственно (в те годы и они входили в состав медицинского факультета). Кроме того, факультет философии был расширен за счёт интеграции с Институтом Иностранных Языков (английский, французский, немецкий и итальянский).
На втором этапе (1951—1975) главным центром развития стал инженерный факультет, также известный как политехнический факультет. Сначала этот факультет делают самостоятельным институтом и также называют политехническим или техническим университетом
Таким образом, за первые пятьдесят лет работы Университета Аристотеля, он состоял из двух отдельных институтов, которые действовали самостоятельно. Впоследствии, эти два вуза были объединены. Различные школы на инженерном факультете были основаны в следующем порядке:
- школа гражданского строительства (1955-56);
- школа архитектуры (1956-57);
- школа инженерной геодезии (1962-63);
- школа машиностроения и электротехники (1972-73), которая впоследствии — в 1976 году — была разделена на две самостоятельные академические единицы: школу машиностроения и школу электротехники и вычислительной техники
- школа химической технологии (1972-73);
- школа математики, физики и вычислительной науки (1982-83)
- и, наконец, школа городского регионального планирования и развития (2004).

Наконец, на третьем этапе его развития (с 1975 года по настоящее время), новые школы и департаменты были объединены воедино с вышеупомянутой инженерной школой. Кроме того, университет приобрёл небольшое количество органов, которые работали в прошлом в качестве независимых институтов высшего образования. В течение этого периода также появляется факультет изящного искусства, вместе со всеми входящими в его состав школами (драматургия, кинематография, музыковедение, изобразительное и прикладное искусство). Помимо этого, школа журналистики и СМИ, а также школа физического воспитания и спорта наук были выделены в качестве независимых школ. В целом, третий этап развития Университета имени Аристотеля характеризуется не только созданием новых факультетов, школ и ведомств, но и многими другими крупными изменениями в структуре самого университета. Эти изменения включают в себя понижение некоторых факультетов в статусе до уровня школы или департамента, и обновления других.
Сегодня, Университет Аристотеля включает в себя 12 факультетов, 36 школ и многие другие структуры и подразделения (лаборатории, кабинеты, библиотеки, поликлиники, научно-исследовательские центры и т. д.), что делает его самым крупным университетом в Греции и Юго-Восточной Европе по количеству сотрудников, студентов, аспирантов и другим аспектам.

## Организация и управление
Высшее образование в Греции — привилегия государства. Согласно Конституции Греции, частные высшие учебные заведения официально в стране запрещены, но многие из них действуют, как не аккредитованные государством учебные центры (греч. Κέντρα ή Εργαστήρια Ελευθέρων Σπουδών). Есть и такие частные учебные заведения, которые действуют в сотрудничестве с зарубежными вузами на правах их филиалов или представительств, и дают образование, признаваемое в странах, где расположены университеты.
Университет имени Аристотеля является одним из государственных университетов Греции, и поэтому он является юридическим лицом со всей полнотой самоуправления. Он, в первую очередь, финансируется государством и функционирует под руководством греческого Министерства национального образования и культуры. Другие финансовые источники вуза состоят из пожертвований от частных лиц, а также благодаря участию в различных европейских научно-исследовательских программах и прибыли, полученной посредством управления университетом своими активами. Это один из немногих вузов Европы, который не взимает платы со студентов за обучение.
Администрация университета состоит преимущественно из коллективных органов, которые принимают решения в рамках, предусмотренных греческим законодательством и уставом университета. Основная цель администрации заключается в обеспечении надлежащего функционирования университета и преследования в интересах научного сообщества в целом.

### Иерархия

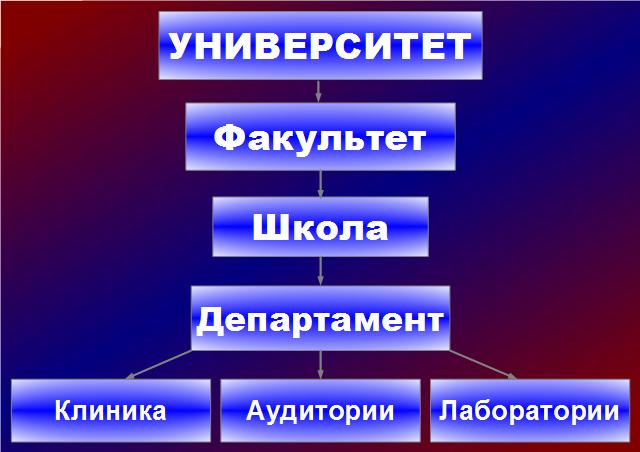
Схема: Иерархия каждого греческого университета (или иного вуза)

В Греции структура образования несколько отличается от среднеевропейского или, скажем, российского. Так, в частности, каждый университет (или иное высшее учебное заведение) образует иерархии, как показано на схеме.
Каждое высшее учебное заведение состоит из факультетов, которые охватывают в общей сложности несколько смежных дисциплин, обеспечивая их взаимодействие и координацию, необходимые и для научного процесса, и для исследований и обучения.
Аналогичным образом, факультеты делятся на школы. Школа — основная академическая единица, охватывающая определённую предметную отрасль научной дисциплины.
Школы подразделяются на департаменты. Каждый департамент координирует преподавание части предметной области школы, которая соответствует конкретной области научной дисциплины.
Наконец, лаборатории, аудитории и клиники — малые академические единицы, которые принадлежат департаменту, школе или факультету, и покрывают часть той или иной предметной области дисциплины.

### Административные органы

#### Сенат университета
Самый высший административный орган — Сенат университета. Он состоит из следующих участников (сенаторов):
- Ректор и три Вице-ректора (в России и ряде других стран эта должность называется проректор).
- Деканы различных факультетов.
- Председатели различных Школ.
- Представители адъюнкт-профессоров, старших преподавателей и лекторов.
- Представители специального лабораторного преподавательского состава и административного штата.
- Представители от студентов и аспирантов каждого факультета.

#### Совет ректоров
Вторым административным органом является совет ректора, в который входят ректор, три вице-ректора, один из представителей студентов и по одному представителю от административного персонала. Каждый член Совета ректора избирается на 3 года.

#### Ректор
Ректор является президентом университетского Сената и главным представителем вуза в различных национальных органах и международных организациях. Кроме того, он отвечает за разработку общей стратегии развития университета и реализацию решений, принятых Сенатом и Советом ректоров. Ректор и три его заместителя избираются каждые три года на общеуниверситетских выборах, где все преподаватели, сотрудники и студенты имеют право голоса. Каждый вице-ректор различен по своим административным обязанностям, среди которых: управление персоналом, финансовое планирования и развитие, академические вопросы.

#### Факультет, школа и департамент
У каждого факультета, школы и департамента есть свой собственный административный орган, участники которого демократически избраны на основе коллективных выборов. Более того, решения об академических, финансовых и административных вопросах в пределах одного департамента принимаются только на его Генеральной ассамблее, которая состоит из преподавателей и представителей студенчества. Процесс принятия того или иного решения весьма часто влечёт создание тех или иных специальных комитетов.
Помимо «парламента» того или иного факультета, школы и департамента (а Генеральная ассамблея обязательна для каждой из этих структур), к его административным органам также относятся:
- на факультете — Совет деканов[7] и собственно декан;
- в школе — Исполнительный комитет и Председатель (или Президент) школы;
- в департаменте — глава этого департамента.

#### Персонал
Университетский штат разделён на пять главных категорий:
- Преподавательский состав и научно-исследовательский персонал. Штат в этой категории по большей части занимается обучением и научно-исследовательской деятельностью, проводимой в университете. Она включает в себя преподавателей, адъюнкт-профессоров, старших преподавателей и лекторов. Эти четыре уровня были установлены в соответствии с законом 1268/1982, и чтобы продвинуться к более высокому уровню, нужно иметь существенные показатели преподавательской и научно-исследовательской работы.
- Научно-преподавательский состав. Эта категория состоит из прежних преподавателей и научных сотрудников. Их главная роль — сотрудничество с Преподавательским составом и Научно-исследовательским персоналом, дабы помочь им в их работе.
- Специальный лабораторный преподавательский состав. Члены этой категории управляют университетскими лабораториями, и они проводят специальную практическую и лабораторную обучающую работу.
- Специальный технический лабораторный штат. Они ответственны за хранение лабораторного оборудования в хорошем состоянии и модернизируют и/или утилизируют его всякий раз, когда оно приходит в негодность. Они также оказывают определённые технические лабораторные действия и помощь при лабораторном обучении.
- Административный штат. Эта категория включает всех служащих, работающих в административных должностях.

Воспитательная и преподавательская работа ведётся также лицами, которые не принадлежат к числу сотрудников университета, такими как профессора извне и другие учёных, которых пригласили преподавать те или иные специальные курсы и (или) дисциплины.

### Факультеты и школы
Университет включает 11 факультетов, включающих в себя, в общей сложности, 41 кафедру (Schools), в их числе:
| Факультеты | Кафедры |
| --- | --- |
| Факультет естественных наук | - Кафедра математики - Кафедра физики - Кафедра химии - Кафедра биологии - Кафедра геологии - Кафедра информационных технологий |
| Инженерный факультет | - Кафедра электротехники и вычислительной техники (School of Electrical and Computer Engineering) - Кафедра машиностроения (School of Mechanical Engineering) - Кафедра архитектуры (School of Architecture) - Кафедра гражданского строительства (School of Civil Engineering) - Кафедра химической технологии (School of Chemical Engineering) - Кафедра инженеров землеустроителей (School of Rural and Surveying Engineer) - Кафедра городского регионального планирования и развития науки (г. Верия) (School of Spatial Planning and Development) |
| Факультет философии | - Кафедра филологии - Кафедра истории и археологии - Кафедра философии и педагогики (School of Philosophy and Education) - Кафедра психологии - Кафедра английского языка и литературы - Кафедра французского языка и литературы - Кафедра немецкого языка и литературы - Кафедра итальянского языка и литературы |
| Медицинский факультет (Faculty of Health Sciences)                                                                             | - Кафедра медицины - Кафедра фармацевтики - Кафедра стоматологии - Кафедра ветеринарной медицины |
| Юридический факультет | - Кафедра права |
| Факультет агрономии, лесного хозяйства и окружающей природной среды (Faculty of Agriculture, Forestry and Natural Environment) | - Кафедра сельского хозяйства - Кафедра лесного хозяйства и природной среды |
| Педагогический факультет | - Кафедра начального образования - Кафедра дошкольного воспитания и образования |
| Факультет физического воспитания и спорта                                                                                      | - Кафедра физического воспитания и спортивных дисциплин - Кафедра физического воспитания и спортивных дисциплин (Сере), |
| Факультет изящных искусств | - Кафедра изобразительного и прикладного искусства - Кафедра музыковедения - Кафедра драмы - Кафедра кинематографии |
| Факультет экономических и политических наук                                                                                    | - Кафедра экономики - Кафедра политических наук - Кафедра журналистики и средства массовой информации |
| Факультет теологии | - Кафедра Богословия - Кафедра пастырской и социальной теологии |

### Университетские единицы
Кампус Университета Аристотеля охватывает площадь порядка 230 тыс. км² и расположен недалеко от центра города Салоники. Большинство университетских единиц находится внутри кампуса, но есть и такие различные учреждения, лаборатории и объекты университета, которые расположены за пределами кампуса (центр византийских исследований, Ветеринарные клиники, фермы университета, лесной фонд и т. д.). Ниже приведены некоторые из наиболее важных структур Университета Аристотеля:

#### Библиотечная система
Университетская библиотека была основана в 1927 году и состоит из двух основных подразделений: Центральная библиотека, которая разместилась в отдельном здании в центре университетского городка и ведомственных библиотек, каждая из которых принадлежит факультетам, школам и/или департаментам университета. Эти две структуры составляют единую университетскую библиотечную систему, где собрано и может быть найдено более чем 800 тыс. книг и 300 тыс. томов периодических изданий. Библиотека подписана также почти на 3500 различных периодических изданий со всего мира.
В Центральной библиотеке есть два читальных зала: один предназначен для студентов, второй — для научно-преподавательского состава. Студенческий читальный зал вмещает до 1300 студентов. Им может пользоваться любой студент, даже тот, который приносит и читает свои собственные книги.
Каждый факультет университета имеет свои собственные ведомственные библиотеки, где студенты могут найти книги, периодические издания и информацию, касающуюся конкретных вопросов, по тем отраслям знаний, которые являются предметом обучения на этом факультете. У каждой ведомственной библиотеки есть читальный зал, рабочие часы которого определены согласно потребностям студентов факультета или школы.
Библиотека Университета имени Аристотеля в Салониках на сегодняшний день является второй по величине библиотекой в Греции, после Национальной библиотеки в Афинах, а также крупнейшей библиотекой в Северной Греции. С 1976 года библиотека стала членом МФБА (англ. IFLA — Международная федерация библиотечных ассоциаций англ. International Federation of Library Associations), членство в которой позволяет ей предоставлять и заимствовать книги из библиотек во всем мире.

#### Университетская больница
Университетская больница города Салоники «АХЕПА» (греч. Πανεπιστημιακό Γενικό Νοσοκομείο Θεσσαλονίκης «ΑΧΕΠΑ») является второй по величине больницей в Салониках после больницы имени Гиппократа и одной из крупнейших в Греции. Сотрудничает с Университетом имени Аристотеля в Салониках и расположена в студенческом городке в центре города.

##### История
Клиника была создана в 1947 году при финансовой поддержке Американо-греческого прогрессивного просветительского союза (англ. AHEPA), греко-американской благотворительной организации. До тех пор медицинский факультет Университета работал в старых больницах, бывших табачных магазинах и других, не приспособленных для этого, зданиях. Она официально открылась в 1951 году, во время празднования 25-й годовщины университета Аристотеля в Салониках. Хотя, де-факто, больница начала своё нормальное функционирование в марте 1953 года.
Первоначально больница состояла из одного двухэтажного корпуса и имела всего 120 мест в трёх отделениях: хирургии, внутренней медицины (в России — это соответствует терапевтическому отделению) и амбулатории, а также четыре лаборатории (рентгенологии, микробиологическая, биохимическая и патологоанатомическая). Непрерывно увеличивающиеся потребности, не только медицинской школы, но также и Салоников и вообще Македонии наложили свой отпечаток на дальнейшем расширении больницы, но это привело к ухудшению внешнего её облика.
В 1955 году международная благотворительная организация «Спасите детей!» выделяет пожертвования на строительство в этой больнице педиатрического корпуса с общей вместительностью до 100 коек. В результате был построен новый комфортабельный корпус, снабжённый всем необходимым оборудованием. В этом же корпусе в 1958 году была детская кафедра медицинского факультета университета. В 1967 году был построен ещё один корпус вместительностью 250 коек, тем самым увеличивая общую мощность больницы на 500 коек. Наконец, в 1969 году начинается строительство ещё одного корпуса, который официально начала свою деятельность в 1984 году. Там расположились Центр Кардиохирургии и реанимации.
Университет Аристотеля в Салониках в 1987 году отдал на нужды больницы три, тогда ещё недостроенных, здания. Изначально они предназначались для психоневрологического института. В конце 1987 года строительные работы были завершены. В одном из них расположились клиники неврологии и нейрохирургии, отделение интенсивной терапии нейрохирургических больных и другие вспомогательные подразделения, а в двух других — клиника патологической хирургии, психиатрическая клиника, отделение ядерной медицины и пр.
Тогда же он начал свою работу. В 1990 году завершено строительство и оборудован ещё один корпус, в котором поместилось амбулаторно-поликлиническое отделение.
25 декабря 2002 года за больницей АХЕПА законодательно закреплён статус Академического медицинского центра, имеющего в общей сложностью 720 койко-мест и располагающего самым современным лечебно-диагностическим оборудованием, который оказывает самый широкий спектр медицинской помощи, необходимой жителям Салоников и Северной Греции в соответствии с их потребностями.

#### Сейсмологическая станция
Сейсмологическая станция университета имени Аристотеля была основана в 1978 году и используется с тех пор для обнаружения и измерения уровня землетрясений, которые происходят время от времени как в самой Греции, так и во всем мире. Она в основном используется исследователями сектора геофизики, который входит в состав департамента геологии из АУФ.
Основной задачей станции является наблюдение за сейсмической активностью в Греции, запись и анализ землетрясений, которые происходят в 24-часовом диапазоне, информируя о положении дел правительство и общественность, когда это необходимо. Это очень важная задача, учитывая тот факт, что Греция является страной с весьма устойчивой сейсмической активностью. Персонал станции состоит в основном из профессоров и специалистов-учёных с большим опытом работы в области сейсмологии.
Одна из главных ролей станции заключается в проведении слушаний для государственных структур и общественности, дабы ознакомить их с таким явлением, как землетрясение и их последствиями. Это позволяет достичь лучшей защиты населения от землетрясения.
Наконец, сейсмологическая станция сотрудничает с множеством других сейсмологических центров, как в самой Греции и Европе, так и по всему миру. Данные этой станции являются источником информации для международных сейсмологических центров относительно сейсмической активности не только в Средиземноморье, но и по всему миру.

#### Ферма

Одно из зданий на территории фермерского хозяйства Университета Аристотеля в Салониках

Университет Аристотеля имеет свою ферму, которая покрывает территорию площадью 1,9 км² и расположена в южной части Салоники, вблизи городского аэропорта. Это фермерское хозяйство было передано Университету Аристотеля Министерством сельского хозяйства Греции для осуществления исследований и в образовательных нуждах школы.
Внутри фермы имеется 21 строение, два из которых используются в течение всего года, как конференц-центры, где проводятся конференции, презентации, лекции и прочие подобные мероприятия. Остальные здания — это, в основном, лаборатории сельскохозяйственного факультета, где проводятся научно-исследовательские работы и осуществляется образовательный процесс. Кроме того, ферма используется научными сотрудниками и студентами школы сельского хозяйства для выращивания экспериментальных сельскохозяйственных культур, выведения породы животных и для производства лабораторных исследований.
Ферма управляется Советом директоров, который состоит из трёх профессоров — преподавателей Сельскохозяйственного факультета, одного директора лаборатории и одного представителя от сотрудников, работающих на ферме. Он избирается раз в два года, и её Президент является деканом факультета сельского хозяйства.

#### Лесной фонд
Университет имеет в своей собственности лесной фонд, территория которого составляет общую площадь в 88 км².
Лесное хозяйство состоит из нескольких лесных массивов, находящихся в разных местах Северной Македонии. Один из них находится в горном массиве Пиндос на высоте около 1100—1200 м над уровнем моря и покрывает около 33 км². Вторая находится в Халкидики на высоте от 300 до 1 200 м над уровнем моря и охватывает около 55 км².
Оба эти леса используются факультетом лесного хозяйства и окружающей природной среды в целях проведения научных исследований и обучения студентов. Внутри лесных угодий есть специальные здания, где сотрудники и студенты могут остаться на надолго.

#### Ботанический сад

Ботанический сад университета Аристотеля в Салониках.

Ботанический сад университета Аристотеля в Салониках расположен в восточной части Греции, в районе населенного пункта Феникс (греч. Φοίνικα). Сад был основан и действует по инициативе Лаборатории геоботаники (ранее Лаборатория лесной ботаники) тогда ещё Школы лесного хозяйства и окружающей природной среды. Он занимает территорию площадью 62 акров (или ≈14 га), приобретённую в 1964 году при содействии ныне покойного профессора Иоаннеса Папаиоанну (Ιωάννη Παπαϊωάννου).
Сегодня эта территория представляет собой сад растущих древесных пород (деревьев и кустарников) как родной греческой флоры, так и несколько экзотических видов, вызывающих интерес, как для последующего лесонасаждения, так и эстетический. Всего представлено 111 древесных видов, относящихся к 74 родам растений. Из них 24 вида голосеменных и покрытосеменных — 87. Каждый вид представлен одним или несколькими подвидами.
Основная цель сада — обучение студентов факультета лесного хозяйства и окружающей природной среды. В то же время он предлагает возможность посетить и обучить студентов и учащихся из других учебных заведений Северной Македонии (школ, колледжей, профессионально-технических учебных заведений и пр.). Кроме того, он вызывает особый интерес у самих греков и иностранцев, интересующихся греческой флорой, концентрация большинства древесных видов растений в саду даёт возможность не только для наблюдений и исследований, но и для их дальнейшего разведения.

#### Школа новогреческого языка
Школа новогреческого языка функционирует под руководством школы философии с 1970 года. Она предлагает курсы современного греческого языка и греческой культуры для иностранных студентов, желающих изучить греческий язык и / или намерены учиться в греческих вузах, а также для лиц приобретающих греческое гражданство. Основная задача школы заключается в ознакомлении студентов с греческой культурой, традициями и обычаями.

#### Институт современных греческих исследований
Институт современных греческих исследований был создан в 1959 году при поддержке Манолиса Трантафилидиса (греч. Μανόλη Τριανταφυλλίδη). Институт расположен в здании факультета философии и, де-факто и де-юре, является её департаментом. Его главной целью является развитие науки и продвижение греческого образования и филологии. Эта миссия осуществляется в основном через издание книг, касающихся греческого языка, филологии и литературы. Этим институтом управляет Совет директоров в составе семи человек: шесть из них профессора факультета философии и один — юридического факультета .

#### Центр византийских исследований
Центр византийских исследований был создан в 1966 году группой профессоров Университета. Её основной целью является изучение византийской истории, права, культуры и искусства, а также подготовки специалистов по византийским исследованиям. Центр координирует различные научно-исследовательские программы и сотрудничает с многими другими зарубежными и отечественными учреждениями. Кроме того, он часто организует научные совещания и конференции, и издаёт специальный журнал «ΒΥΖΑΝΤΙΝΆ». Центр исследований Византии управляется пятью членами административного совета.

### Студенчество
Государство обеспечивает множество административных, финансовых и других услуг для студентов, с тем, чтобы содействовать их обучению и становлению в обществе.
Эти услуги включают в себя стипендии, питание и проживание (для студентов с низким доходом семьи), здравоохранение, консультации и психологическая поддержка, доступ в Интернет, более низкие тарифы на транспорт и т. д.
Финансовое обеспечение студентов включает бесплатные учебники для всех студентов, а также доступ в университетские библиотеки. Одновременно с тем, государственные гарантии в основном связаны с отсрочкой от военной службы для студентов мужского пола из-за исследований.
Помимо перечисленного, Университет предоставляет информацию и консультации для студентов и аспирантов по поводу их дальнейшего обучения как в Греции, так и за рубежом, а также по вопросам трудоустройства и карьерного роста.

#### Социальная поддержка
Студентов Университета поддерживает два независимых учреждения: Комитет по социальной политике и Центр консультирования и психологической поддержки.

##### Комитет по социальной политике
Деятельность Комитета по социальной политике направлена на решение различных проблем студентов, с которыми они могут столкнуться во время обучения в вузе, и тем самым улучшить качество академической жизни, как в университете, так и в студенческом городке. Он был создан в университете по инициативе и при содействии Совета ректоров в сентябре 1997 года. С тех пор он оказал свою помощь и поддержку большому количеству студентов.
В частности Комитет:
- Осуществляет поддержку студентов с особыми потребностями[78];
- Контролирует надлежащее медицинское обслуживание и решает иные проблемы по вопросам здравоохранения;
- Проводит консультации различных специалистов: психологов, юристов и пр.;
- Оказывает иную психологическую и социальную поддержку;
- Организует многочисленные мероприятия и события, связанные с его целями.

##### Центр консультирования и психологической поддержки
Этот Центр в основном обеспечивает психологическую поддержку и консультации для студентов по различным вопросам, включая:
- социальную адаптацию в студенческой и академической жизни;
- проблемы в семье;
- другие трудности, эмоциональные проблемы и т. д.

Он также организует специальные семинары и на регулярной основе. Их основная цель — борьба со стрессами при подготовке к экзамену, в процессе лабораторных занятий и практикумов и многое другое. С помощью этого Центра студенты вполне могут более легко адаптироваться к студенческой жизни и превзойти любые проблемы или трудности.[стиль]
Все эти услуги предоставляются студентам бесплатно.

#### Студенческий клуб
Студенческий клуб университета — излюбленное место учащейся молодёжи. Он находится в частном здании, расположенном на восточной стороне кампуса и играет очень важную роль в студенческой жизни. Внутри студенческого клуба находятся ресторан, читальный зал, медицинская служба, бар-закусочная, магазин и парикмахерская. Существует также музыкальный сектор и фотостудия.
Во время летних каникул студенческий клуб организует кемпинговый отдых в студенческом лагере на Халкидики.
Помимо досуга, на студенческий клуб возложена обязанность обеспечения питанием и медицинским обслуживанием студентов не только Аристотелевского университета, но и Университета Македонии. Каждый день он обслуживает порядка 15 тыс. человек. Питание для студенческой молодёжи по специальной студенческой карте предоставляется бесплатно.
Среди прочих его обязанностей, он также организует театральные, культурные и спортивные мероприятия и поддерживает хоровую и музыкальную студии.

#### Студенческие общежития
Университету Аристотеля Салоников принадлежит сеть из трёх общежитий для своих студентов, имеющие возможности поселить до 1740 человек. Ими управляет Национальный Молодёжный Фонд (греч. Εθνικό Ίδρυμα Νεότητας). Они включают читальные залы, спортивные объекты, рестораны, кафе и т. д. Два общежития находятся в центре города, один в «40 Εκκλησίες» (дословно с греч. «40 церквей») около университетского городка и один в бывшем отеле «Εγνατία» («Игнатий») в Вардарисе (греч. Βαρδάρης район в центре Салоники вокруг одноимённой площади). Третье общежитие расположено в Каламария (греч. Καλαμαριά; район и муниципалитет в Салониках, расположенный в юго-восточной части агломерации города).
В общежитиях постоянно зарезервированы комнаты для студентов с особыми потребностями, например, из семей меирс низким уровнем доходов или многодетных семей, а также для некоторых иностранных студентов.

#### Спортивный центр

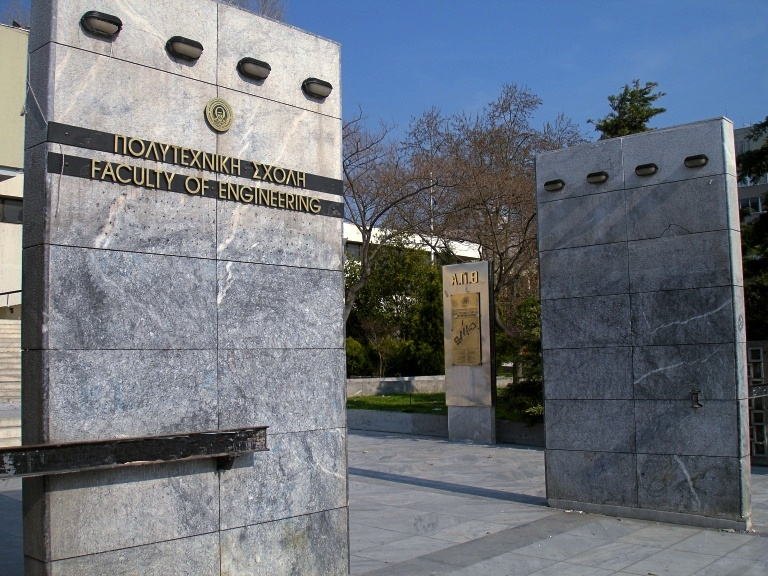
Вход в инженерный факультет

Университетский спортзал (греч. Πανεπιστημιακό Γυμναστήριο [Panepisti̱miakó Gymnastí̱rio]) расположен на восточной стороне университетского городка, рядом со Студенческим Клубом. Он занимает территорию площадью 220 тыс. м². Он был первоначально основан в 1925 году, тот же самый год как университет. С тех пор это его юридический статус несколько раз менялся вплоть до 1978 года, пока он не был, наконец, официально утверждён в его нынешнем положении.
В университетском Спортивном центре есть футбольное поле, баскетбольные площадки и теннисные корты, корты для гандбола и многие другие объекты для занятия спортивными танцами, тяжелой атлетикой, пинг-понгом и много чем ещё. В бассейнах «Националь» (греч. Εθνικού) и «Посейдон» (греч. Ποσειδωνίου) проводятся соревнования по водным видам спорта, таких как плавание, водное поло, водная аэробика и синхронное плавание.
Студенты, участвующие в спортивных программах центра, могут принимать участие как во внутренних чемпионатах, организованных спортивным центром, так и в студенческих национальных чемпионатах, ежегодно организуемые спортивным комитетом Высшего образования в Греции. Салоникский университет всегда участвовал в этих национальных чемпионатах и с немалым успехом.

#### Охрана здоровья
Право на охрану здоровья доступно для всех студентов, аспирантов и докторантов в соответствии с положениями Указа Президента 327/83 (Ф. К. 117/7-9-83 Vol.), который в соответствии с Конституцией Греции, имеет силу Закона.
Все студенты и аспиранты Университета Аристотеля в Салониках (как сами греки — жители этой страны, так и студенты-иностранцы) получают полную медицинскую страховку, включая госпитализацию и лечение. Это означает, что амбулаторно-поликлиническая помощь, помощь врача на дому, госпитализация и лечение предоставляются бесплатно. Исключение составляет лишь:
1. Слуховые аппараты;
2. Основные лекарственные средства (то есть те, что должны быть в каждой домашней аптечке);
3. Средства, приборы и инструменты индивидуального медицинского ухода;
4. Дорогостоящие контактные линзы;
5. Косметика;
6. Платные посещения медсестёр;
7. Пластическая хирургия.
Страховка действует на весь период обучения, плюс половина срока обучения после окончания Университета. Например, срок обучения по той или иной специальности составляет четыре года, то срок действия медицинской страховки будет равен шести годам. То же самое касается и аспирантов.
Каждый студент, который хочет получить бесплатную медицинскую помощь должен обладать своим личным полисом медицинского страхования, которая выдается и обновляется каждый год того факультета или школы, в которой он учится.

#### Служба трудоустройства
Офис (или служба) трудоустройства Университета Аристотеля в Салониках был создан в 1997 году и это функционирует по стандартам подобных офисов в других университетах за во многих других странах мира. Его основной целью является помощь студентам и выпускникам. В основном это предоставление информации о имеющихся у них возможностей, как для продолжения обучения и перехода на рынок труда.. Вместе с тем она обеспечивает также информационную поддержку студентов и аспирантов греческих или зарубежных университетов по различным вопросам, включая: доступные стипендии, программы обмена студентами (IAESTE, Сократ и др.), о рынке труда в Греции и за рубежом, вакансии и многое другое. Существует также группа специально обученного персонала, которая предоставляет помощь и поддержку для студентов и выпускников в дальнейшей их социальной адаптации, в том числе в принятии ими решений относительно дальнейшего обучения и/или трудоустройства, составления резюме, прохождения собеседования и непосредственно в приеме на работу.
Служба трудоустройства регулярно проводит специальные семинары, на которые приглашает специалистов из различных научных областей читать лекции о своей работе и положении дел на рынке труда. Эти «карьерные» семинары, по всей видимости, очень полезны, поскольку они дают студентам и выпускникам шанс войти в контакт с людьми разных профессий и получать информацию об их опыте и достижениях.
Благодаря этой службе ни один выпускник Университета не остался без работы или не у дел. С её помощью каждый дипломированный специалист, покидая студенческую скамью, находит непосредственно в самой Греции или за её пределами своё место в жизни, которое соответствует знаниям, приобретенным во время их обучения в АУФе.

#### Студенческие Союзы
У каждого факультета, школы и департамента любого университета или вуза Греции есть свой Студенческий Союз, и все студенты, учащиеся в этом факультет, имеют право зарегистрироваться как участники этого Союза. Главная цель Студенческого Союза состоит в том, чтобы решить проблемы студентов, которые могут или быть связаны с академической жизнью или иметь общий политический и социальный характер. Кроме того Студенческие Союзы организуют и поддерживают многочисленные мероприятия, такие как политические дебаты, образовательные лекции и семинары, культурные и профессиональные события, конференции, демонстрации так далее.
Структура Студенческого Союза довольно проста и включает две структуры: Генеральная ассамблея и Совет Директоров.
Генеральная Ассамблея состоит из всех членов Студенческого Союза. Она проходит на регулярной основе и является единственным органом, принимающим решения. Во время Генеральной Ассамблеи обсуждаются множество различных тем и вопросов, интересующих студентов и принимаются решения после открытого голосования.
Совет директоров гарантирует, что решения Генеральной Ассамблеи, будут реализованы. Кроме того, члены Совета Директоров, среди которых Президент союза, участвуют в различных университетских административных органах. А также выступать как представители греческого студенчества в Европейском союзе.
Каждый год в начале весны Студенческие выборы проходят по всей стране, в ходе которых студенты голосовать за своих кандидатов.
Все Студенческие Союзы в Греции являются членами единого «Национального Студенческого Союза Греции» (Аббревиатура ΕΦΕΕ — от греч. Εθνική Φοιτητική Ένωση Ελλάδας).

##### Студенческий союз Университета
Студенты всех факультетов Университета Аристотеля в Салониках имеют право зарегистрироваться в качестве членов-участников той или иной студенческой ассоциации, действующие в соответствии с законом и признанными судом юридически правоспособными.
Представители студентов, участвующих в соответствии с применимыми положениями права в коллективных органах Департамента и университета.
Студенческие ассоциации всех подразделений вуза объединены в студенческий союз Университета Аристотеля в Салониках (Аббревиатура ΦΕΑΠΘ — от греч. Φοιτητική Ένωση Αριστοτελείου Πανεπιστημίου Θεσσαλονίκης).
ΦΕΑΠΘ основан в 1960 году для координации студенческого движения, как в самом Университете, так и в студенческой жизни Греции, в целом. Конгресс ΦΕΑΠΘ проходят раз в два года, в котором принимают участие и выборные представители от всех студенческих клубов и ассоциаций Университета Аристотеля. Конгресс оценивает состояние учебной работы, обсуждает политическую, экономическую и социальную ситуацию в стране, а также решает иные вопросы, запланированные повесткой дня, и представленными студенческими клубами и ассоциациями. Каждая конференция в конце своей работы, избрать 15 членов центрального исполнительного совета, который претворяет в жизнь все решения Конгресса.
ΦΕΑΠΘ осуществляет координацию деятельности студенческих клубов и ассоциаций, занимающихся различными вопросами, а также как сообщество студентов университета принимает участие в университетских комитетах.

#### Досуг
Помимо всего прочего, в том числе изложенного выше, администрация Университета принесла свои краски в студенческий быт и досуг. Яркими примерами тому являются симфонический оркестр, хор, культурные группы по интересам и многое другое, что могло бы скрасить и разнообразить студенчеству досуг в свободное от лекций и учебников время.

##### Оркестр
Оркестр был создан в феврале 1999 года, когда стало ясно, что научная жизнь может выйти далеко за пределы курсов, лабораторий, читальных залов, больницы и библиотеки; считалось, что музыка может установить более прямые и живые контакты между членами научного сообщества, и способствовать установлению более тесных связей между научными кругами и жителями города Салоники. Как живой организм, Университет Аристотеля постоянно проводит внешнюю политику путём внесения разнообразия в различные культурные события города.
В первые четыре месяца с момента его создания, оркестр насчитывал около сорока членов — в основном это были студенты различных школ университета. Однако с тех пор актив оркестра существенно возрос, и интерес студентов к этому музыкальному коллективу продолжает расти.
Оркестр представляет различные симфонические и другие классические произведения в сотрудничестве с хором университета. Чаще всего это случается на основные национальные и университетские праздники (26 октября — День основания Университета, Рождество Христово, которое в Греции отмечается одновременно с Католическим миром, 25 марта — День независимости Греции и одновременно с тем праздник Благовещения Пресвятой Богородицы, Студенческая неделя и т. д.). Оркестр давал концерты во многих греческих городах. Более того, он также принимал участие в международных культурных мероприятиях и фестивалях, он не раз был приглашаем различными иностранными культурными учреждениями и организациями.
В настоящее время репертуар оркестра включает произведения ранней классической, классической и современной симфонической музыки. Причём, особый упор делается на греческих композиторов, но нередко отводится место и для произведений В. А. Моцарта, Н. Паганини и других всемирно известных авторов.
Финансовая поддержка оркестру осуществляется как за счёт собственных гонораров оркестра, так и при содействии университетской Службы управления недвижимостью.

##### Хор
Хор университет был основан в 1953 году Иоаннисом Мандакасом направленных на культивирование музыки среди студентов университетов. После смерти своего основателя он был переименован в хор Иоанниса Мандакаса из Университета Аристотеля в Салониках.
На протяжении многих лет, хор был основной частью музыкального отдела Студенческого клуба университета. Позднее он превратился в самостоятельную организацию играющую существенный фактор в проведении различных мероприятий и в музыкальной жизни города, благодаря чему он получил широкое национальное и международное признание.
Хор дает регулярные концерты для общественности города Салоники, он участвует в мероприятиях, организованных Университетом Аристотеля (Студенческая неделя, официальных государственные праздники, различные конференции и т. д.). Он дает концерты в других греческих городах в сотрудничестве с местными органами, а также участвует в международных музыкальных конкурсах.

##### Культурные клубы
В Университете Аристотеля в Салониках для студентов различных факультетов и школ, а также для аспирантов, профессорско-преподавательского состава и научных сотрудников созданы и действуют различные культурные клубы (или иначе клубы по интересам).
Практически на каждом факультете есть своя театральная студия или драматический кружок. Наиболее известными как в самих Салониках, так и в Греции в целом, являются:
- Театральная группа критского союза студентов в Салониках;
- Экспериментальная группа художественного выражения «Абсент».

На факультете изящных искусств создана и действует студия изобразительных и прикладных искусств, куда двери открыты не только студентам этого факультета, но и всем остальным желающим.
На базе школы музыковедения того же факультета действуют различные музыкальные группы. Наиболее известными из них в Северной Македонии и в Греции являются:
- Музыкальная группа «ΝΗΓΜΑ» (с греч. «Иголки»);
- Музыкальная группа «Πολύτροπο» (с греч. дословно «идеальный способ» или «идеальный случай»);
- Духовно-певческая студия.

На базе школы кинематографии того же факультета, а также в школе политических наук созданы и действуют киностудии.
Кроме того, студентам и аспирантам Университета Аристотеля доступны два шахматных клуба (один на базе факультета математики, другой — сборный клуб Университета, который нередко участвует в национальных и европейских студенческих шахматных турнирах), группа создателей комиксов Университета и многочисленные другие, всего порядка шестидесяти.

##### Кемпинг

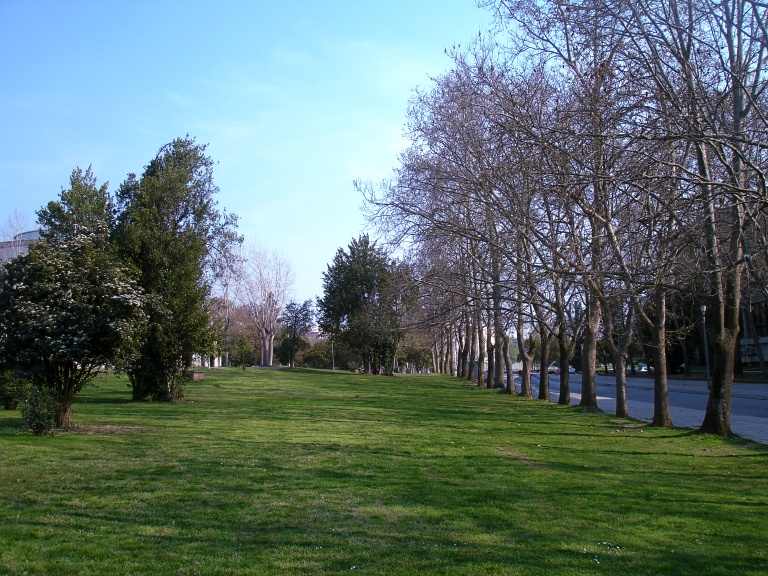
Академический лагерь

Университетский лагерь был изначально основан в 1960 году. В настоящее время находится в местечке Посеиди, в Халкидики, в очень красивом живописном месте на берегу моря.
Он открывает свои двери каждый год в летний период для студентов и сотрудников Университета. Лагерь включает в себя ресторан, небольшой продуктовый магазин, бар на пляже, баскетбольные и волейбольные площадки и многие другие спортивные и развлекательные заведения.
За отдых в лагере берётся символическая плата, причём для студентов Университета он абсолютно бесплатен. С посторонних туристов, желающих присоединиться к студенческой молодёжи, взимается плата за проживание и питание.

##### Студенческая неделя
Это древняя традиция, известная ещё со времён Древней Греции, утраченная впоследствии благодаря многим историческим конфузам и событиям (см.: Римская Греция, Византийская Греция, Герцогство Афинское, Османская Греция и т. п.).
Студенческая неделя была возрождена в 1999 году и широко отмечается по всей Греции. Сегодня, вкратце сказать, она представляет собой ряд студенческих мероприятий и выступлений, которые проводится ежегодно в течение 4-5 недель с мая по июнь, а с 2010 года эта неделя также проводится и в ноябре месяце.
Студенческая неделя направлена на содействие студентом в развитии и укреплению занятий в области культуры и политики, поощрение выражения индивидуального и коллективного творчества, и поддержки человеческих отношений и социальной солидарности.
Университет Аристотеля в Салониках в настоящее время имеет, как отмечалось выше, около 60 студенческих групп из всех школ, чьи интересы включают музыку, театр, кино, фотография, танцы, спорт и т. д.
Мероприятия открыты для всех членов академического сообщества и жителей города, и проводятся в самых различных местах Салоников: внутри и за пределами кампуса.

## Научные исследования
Университет Аристотеля в Салониках выполняет большой объём исследований в различных научных областях. Он находится в постоянном и тесном сотрудничестве с университетами, организациями и исследовательскими центрами как в самой Греции, так и за её пределами. Большое количество факультетов и, в общей сложности, около 250 лабораторий позволяют ученым из Университета Аристотеля в Салониках осуществлять различные исследовательские проекты с большим успехом. В течение последних 12 лет 4500 научно-исследовательских программ были предприняты и реализованы с участием более чем 10 000 членов академического сообщества и несколько внештатных сотрудников.
Исследовательский комитет это университетский орган, который координирует научную и исследовательскую деятельность вуза. Он был создан в целях удовлетворения особых потребностей научно-исследовательской деятельности и управлении, выделение финансовых ресурсов на различные научно-исследовательские программы.

## Участие в международных организациях
Университет Аристотеля в Салониках участвует в различных международных организациях, союзов и университетских сетей. К ним, в частности, относятся:
- Балканское содружество Университетов (англ. Balkan Universities Network (BUN))[96]
- Международная ассоциация университетов (англ. International Association of Universities (ΙΑU))[97]
- Европейская ассоциация университетов (англ. European Universities Association (EUA))[98]
- Европейская ассоциация международного образования (англ. European Association for International Education (EAIE))[99]
- Европейский центр по стратегическому управлению университетами (англ. European Centre for Strategic Management of Universities (ESMU))[100]
- Сообщество средиземноморских университетов (англ. Community of Mediterranean Universities (CMU))[101]
- Всемирная ассоциация по истории ветеринарной медицины (англ. World Association for the History of Veterinary Medicine (WAHVM))[102] и т. д.

Эту деятельность Университета координирует специально созданные департаменты международных отношений и европейских образовательных программ.
Они отвечают за развитие, рост, организацию и поддержание хороших отношений с Международным университетским сообществом, различными фондами за рубежом по развитию сотрудничества и взаимодействия между академическим миром и студентам в области преподавания и научных исследований.
Реализация этих целей достигается за счет участия в работе международных организаций, союзов и университетских сетей, заключения и выполнения двусторонних соглашений между Университетом Аристотеля и университетов со всего мира и т п.

## Рейтинги
Университет Аристотеля в Салониках является одним из самых престижных университетов в Греции.
По данным различных международных организаций, Университет Аристотеля занимает следующие позиции в мире:
| Наименование рейтинга (русский)                             | Наименование рейтинга (английский)                         | Позиция в Греции | Позиция в Мире или Европе |
| ----------------------------------------------------------- | ---------------------------------------------------------- | ---------------- | ------------------------- |
| Академический рейтинг университетов мира                    | Academic Ranking of World Universities                     | 2                | 301                       |
| Всемирный рейтинг университетов «THES — QS»                 | THES — QS World University Rankings                        | 2                | 428                       |
| Лейден рейтинг университетов европейских TOP 100            | Leiden Ranking Top 100 European Universities               | 2                | 97 (в Европе)             |
| Веб-популярность — рейтинг университетов мира «Webometrics» | Webometrics ~ Web popularity Ranking of World Universities | 2                | 387                       |

### Почётные доктора университета
Почётными докторами Университета Аристотеля в Салониках являются:
- Гарри Марковиц (англ. Harry Max Markowitz, родился 24 августа 1927, Чикаго, США) — Лауреат Нобелевской премии (экономика).
- Клайв Грейнджер (греч. Sir Clive William John Granger, 4 сентября 1934, Суонси, Великобритания — 27 мая 2009 в США) — Лауреат Нобелевской премии (экономика).
- Одиссей Элитис (греч. Οδυσσέας Ελύτης, 2 ноября 1911—18 марта 1996) — Греческий поэт, лауреат Нобелевской премии (литература).
- Яннис Ритсос (греч. Γιάννης Ρίτσος, 1 мая 1909, Монемвасия, Греция — 11 ноября 1990, Афины, Греция) — Греческий поэт
- Ксенофон Золотас (греч. Ξενοφών Ζολώτας, 26 марта 1904 — 10 июня 2004 года)) — Выдающийся греческий экономист, бывший премьер-министр Греции.
- Эрик Хобсбаум (англ. Eric John Ernest Hobsbawm, родился 9 июня 1917, Александрия, Египет) — Историк
- Иаков, архиепископ Америки (греч. Αρχιεπίσκοπος Αμερικής Ιάκωβος 1911—2005), почетный доктор школы Пастырское богословие.
- Сантьяго Калатрава Вальс (исп. Santiago Calatrava Valls, родился 28 июля 1951, Валенсия, Испания) — испанский архитектор и инженер-строитель.
- Патриарх Варфоломей I Константинопольский (греч. Πατριάρχης Βαρθολομαίος ο Α' родился 12 марта 1940, Имврос, Турция)
- Роберт Джеймс Горлин (англ. Robert James Gorlin родился 11 января 1923 года Хадсон, Нью-Йорк (США) — 29 августа 2006 года Миннеаполис, Миннесота (США)) — профессор и научный сотрудник Университет Миннесоты известный своими пионерскими исследованиями в области черепно-лицевой хирургии.
- Манолис Глезос (греч. Μανώλης Γλέζος, 9 сентября 1922, Апирантос, остров Наксос, Греция) — греческий левый политический деятель, писатель, символ антифашистского движения. Лауреат Международной Ленинской премии «За укрепление мира между народами». В общей сложности, провёл в заключении за свои убеждения 16 лет; четырежды приговаривался к смертной казни[108].
- Ричард Л. Хантер (англ. Richard L. Hunter родился в 1951 году) — Королевский профессор греческого языка Кембриджского университета[109] .
- Георгиос Раллис (греч. Γεώργιος Ιωάννης Ράλλης 1918—2006), премьер-министр Греции в 1980-1981, почётный доктор права[110].

### Выпускники

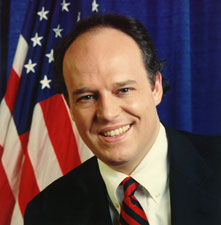
Питер Фицджеральд, США сенатор от штата Иллинойс (1999—2005).

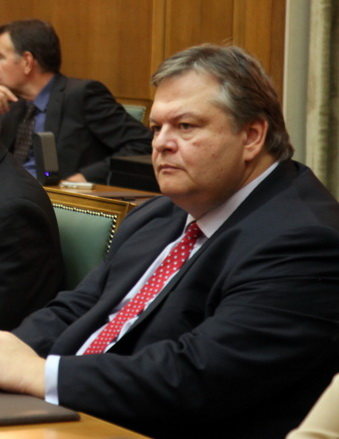
Евангелос Венизелос, бывший греческий министр по культуре, ныне министр национальной обороны Греции и член парламента Греции.

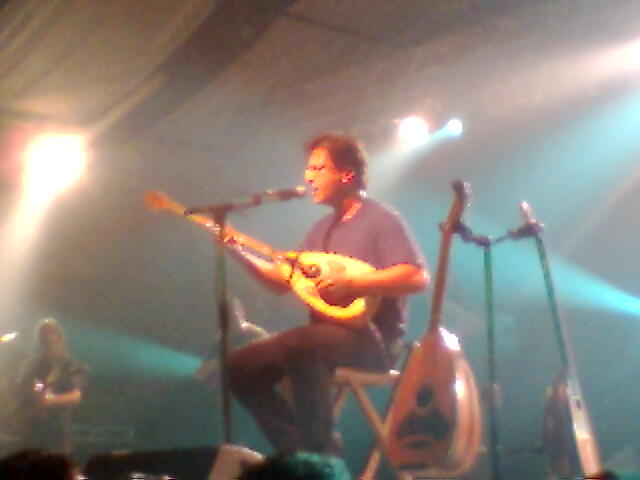
Танасис Папаконстанину. Живое выступление в Афинах 9 февраля 2007 года

Известные выпускники Университета Аристотеля в Салониках:
- Манолис Андроникос (греч. Μανώλης Ανδρόνικος; 23 октября 1919 — 30 марта 1992) — греческий археолог, профессор Университета Аристотеля в Салониках. Манолис Андроник сделал одно из самых важных археологических открытий XX века. В частности, он обнаружил захоронение царя Македонии Филиппа II, в Вергине, что в префектуре Иматия, Греция. Захоронение содержало такие бесценные предметы как золотой ларнак, золотые венки[111].
- Панайотис Панагиотопулос (греч. Παναγιώτης Παναγιωτόπουλος, международно известный как пан А. Йотопоулос) — Действительный член Академии Европы, профессор строительного факультета Университета Аристотеля в Салониках, автор 19 книг и более 100 научных статей[112].
- Питер Фицджеральд (англ. Peter Fitzgerald полное имя Питер Госслин Фицджеральд (Peter Gosselin Fitzgerald); родился 20 октября 1960 г., Элгин, Иллинойс) — Член Республиканской партии в США и бывший сенатор от штата Иллинойс (1999—2005). Он завершил аспирантуру, как Ротари Шёлар в Университете Аристотеля в Салониках[113].
- Манолис Триантафиллидис (греч. Μανόλης Τριανταφυλλίδης; 1883—1959) — ведущий специалист в области народного образования в Греции. Он хорошо известен всеобъемлющими трудами по грамматике современного греческого языка. Существует институт его имени в университете в Салониках, под эгидой которого в 1998 году был издан большой словарь современного греческого[114].
- Яна Ангелопулу-Даскалаки (греч. Γιάννα Αγγελοπούλου-Δασκαλάκη, 12 декабря 1955, Ираклион) — греческий политик и предпринимательница[115]. Названа журналом «Форбс» одной из самых влиятельных женщин 2004 года. Она была президентом организационного комитета летних Олимпийских игр 2004 года в Афинах, Греция. Она изучала право в Университете Аристотеля в Салониках.
- Христос Яннарас (греч. Χρήστος Γιανναράς; род. 10 апреля 1935, Афины) — видный греческий православный философ, богослов и писатель. Профессор философии Института политических наук и международных исследований (Афины)[116], член Международной академии религиозных исследований, почётный доктор Белградского университета, доктор философских наук университета Сорбонна и духовной школы Университета Аристотеля в Салониках[117].
- Эммануэль Г. Криарас (греч. Εμμανουήλ Γ. Κριαράς; родился 8 апреля 1906 в Пирее, Аттика, Греция) — греческий лексикограф и филолог, почетный профессор Школы философии Университета Аристотеля в Салониках, практики идеолог демотического греческого языка, его работы охватывают все вопросы, греческого разговорного языка и самой Греции[118].
- Евангелос Венизелос (греч. Ευάγγελος Βενιζέλος; родился 1 января 1957 года) является греческим политиком, бывшим министром культуры, ныне министр национальной обороны Греции с октября 2009 года[119]. Он является членом парламента Греции от Всегреческого социалистического движения по первому избирательному району Салоников. Он является профессором конституционного права юридического факультета Университета Аристотеля в Салониках.
- Василис Вассиликос (греч. Βασίλης Βασιλικός, родился 18 ноября, 1934) — плодовитый греческий писатель и дипломат. Окончил юридический факультет (тогда это была Юридическая школа) Университета. За свою политическую деятельность после военного переворота 1967 года он был вынужден находиться в изгнании, где провёл семь лет[120].
- Вассилиос Никополос (греч. Βασίλειος Νικόπουλος; родился в 1942 году в деревне Погонискос, Янина, Греция) — Президент Верховного суда Греции[121].
- Василис Ангелопулос (греч. Βασίλης Αγγελόπουλος) — американский физик греческого происхождения. Он является специалистом по космической и астрофизической плазме. Он главный исследователь в космической научной лаборатории Университета Калифорнии. С июля 2007 года он работал на факультете Отдела Земли и космических наук Института геофизики и планетарной физики при Калифорнийском университете в Лос-Анджелесе (UCLA). Ныне глава проекта НАСА 2010 года «Фемида». В 1986 году окончил Факультет физики Университета Аристотеля в Салониках[122],[123].
- Христос Сардзетакис (греч. Χρήστος Σαρτζετάκης; родился 1929, Салоники) — греческий юрист, политик, Президент Греции1985—1990 гг.. Выпускник юридического факультета Университета Аристотеля в Салониках в 1946 году, и получил учёную степень в 1950 году, после чего он занимался юридической практикой в Салониках. Он был непреклонным, неподатливым государственным обвинителем в громком деле об убийстве левого члена парламента Григориса Ламбракиса, совершенное 22 мая 1963 года в Салониках крайне правыми экстремистами. 9 марта 1985 года он был избран парламентом Греции в качестве президента Греческой Республики на один 5-летний срок, сменив на этом посту Константиноса Караманлиса[124].
- Вассилиос Скорис (греч. Βασίλειος Σκουρής; 1948) — греческий профессор публичного права и с 2003 года 10-й (по счёту) президент Европейского суда юстиции (известный как Европейский суд) в Люксембурге. Избран профессором публичного права факультета Университета Аристотеля и дважды занимал пост министра внутренних дел в правительства Гривас (1989) и Симитиса (1996). 7 октября 2003 года был выбран на пост президента Европейского Суда . В 2006 и 2009 этот мандат был продлён[125].
- Танасис Папаконстантину[англ.] (греч. Θανάσης Παπακωνσταντίνου; 26 апреля 1959 в Тирнавос (греч. Τύρναβος; город в Фессалии расположен в префектуре Лариса), Греция) — греческий поэт, композитор и певец. Его музыка сочетает в себе несколько стилей: элементы рока, народной и традиционной греческой музыки. Он изучал машиностроение в Университет Аристотеля в Салониках[126].
- Михалис Амиридис (греч. Μιχάλης Αμοιρίδης) — американский учёный-химик и университетский администратор, канцлер Иллинойсского университета в Чикаго (с 2015 года). Первый грек, занимающий данную должность[127].
- Вики Калогера (греч. Βασιλική «Βίκυ» Καλογερά, англ. Vassiliki «Vicky» Kalogera; род. 1971, Серре, Центральная Македония, Греция) — греческий и американский учёный-астрофизик, один из ведущих в мире специалистов в области изучения астрофизических компактных объектов (белые карлики, нейтронные звёзды, чёрные дыры). Сыграла ключевую роль в открытии гравитационных волн, предсказанных Альбертом Эйнштейном[128].
- Геронтисса Гавриилия, также святая Гавриилия Константино́польская и Ле́росская[129] (в миру Аврилия Папаянни, греч. Αυρηλία Παπαγιάννη; 2 октября 1897, Константинополь — 28 марта 1992, остров Лерос, Греция) — православная греческая святая, физиотерапевт, миссионер, схимонахиня, старица, посвятившая себя служению Богу, больным людям и молитве. Вторая женщина в истории Греции, поступившая в университет. Обучалась в университете в 1920-30-х годах, получила степень в философии. Канонизирована Священным Синодом Вселенского Патриархата 18 декабря 2023 года[129].
- Калфагианни, Эфстратия (родилась 1965, Греция) — греческий математик, исследовательница в области низкомерной топологии